# Гура-Менць
Гура-Менць, Гура-Менці (рум. Gura-Menți) — село у повіті Горж в Румунії. Входить до складу комуни Бореску.
Село розташоване на відстані 227 км на захід від Бухареста, 38 км на південь від Тиргу-Жіу, 60 км на північний захід від Крайови.

## Населення
За даними перепису населення 2002 року у селі проживала 231 особа, усі — румуни. Усі жителі села рідною мовою назвали румунську.